# کارکس فراکتا
کارکس فراکتا (نام علمی: Carex fracta) نام یک گونه از سرده جگن است.